# Medienlandschaft Ulm
Die Medienlandschaft in Ulm hat sowohl eine historisch bewegte Geschichte als auch, in Zeiten des Internets, eine weitgefächerte Ausdehnung erreicht. In diesem Artikel werden die Bereiche Presse, Rundfunk und Fernsehen sowie Internet-Medien in der Stadt Ulm vorgestellt.

## Presse
Pressepublikationen gibt es in Ulm seit dem 16. Jahrhundert.
1752 war erstmals das Ulmische Intelligenzblatt erschienen. Als Flüchtling vor der bayerischen Zensur verweilte Christian Friedrich Daniel Schubart zwischen 1775 und 1777 in Ulm, um hier seine bekannte Deutsche Chronik weiter zu veröffentlichen. Ein Schultheiß aus dem nahen Blaubeuren lockte den Herausgeber, der inzwischen auch den Unwillen des württembergischen Herzogs auf sich gezogen hatte, aus den sicheren Mauern Ulms in seine Amtsstube, wo er anschließend verhaftet und eingekerkert wurde.
Zwischen 1803 und 1810 kam mit der berühmten, 1798 unter dem Titel Neueste Weltkunde von Friedrich Cotta in Tübingen gegründeten Allgemeinen Zeitung eine weitere „verfolgte Zeitung“ im nunmehr bayerischen Ulm heraus, um der württembergischen Zensur auszuweichen. Nach der Eingliederung Ulms in Württemberg zog die Zeitung weiter nach Augsburg. Damit verlor Ulm sein zweites überregionales Presseorgan.
Zum Zeitpunkt der Gründung des „Ulmer Tagblatt“ (1859, heute Südwest Presse), waren von der Vielzahl der in den Revolutionsjahren 1848/1849 herausgegebenen Zeitungen nur noch die „Schnellpost“ (gegründet 1837) und der „Ulmer Landbote“ (gegründet 1792) übriggeblieben.
Wie zu jener Zeit üblich, entstanden zum Ende des 19. Jahrhunderts auch in Ulm einige politisch festgelegte Zeitungen, so dass es 1911 neun Zeitungen gab, von denen fünf täglich erschienen. Was dann den Ersten Weltkrieg und die Inflation überlebte, wurde von den Nationalsozialisten gleichgeschaltet, so 1933 die 1911 gegründete sozialdemokratische „Donauwacht“ und 1934 das Ulmer Tagblatt. Einzig das Organ der Zentrumspartei, der 1898 gegründete „Ulmer (seit 1913: Schwäbischer) Volksbote“ wurde bis 1937 geduldet, musste dann aber, am 30. September 1937, dem nationalsozialistischen „Ulmer Tagblatt – Ulmer Sturm – Alleiniges Amtsblatt und parteiamtliches Organ der Stadt Ulm“ weichen.
Heute ist die Südwest Presse die größte Tageszeitung in Ulm und der Region und wird von 92 Prozent aller Zeitungsabonnenten bezogen. Sie ist die letzte Tageszeitung der Ulmer Zeitungshistorie und erscheint mit zahlreichen Lokalausgaben im württembergisch-bayerischen Raum. Weitere Tageszeitungen sind die „Neu-Ulmer Zeitung“ (eine Lokalausgabe der „Augsburger Allgemeinen“) und die „Schwäbische Zeitung“ aus Ravensburg.

## Rundfunk und Fernsehen
Ulm ist Standort eines Studios des Südwestrundfunks (SWR). Hier wird unter anderem das Regionalprogramm „Schwaben Radio“ für SWR4 Baden-Württemberg produziert. Ein Fernsehteam versorgt die Landessendungen im SWR Fernsehen (3. Fernsehprogramm) mit Beiträgen.
Auf dem Kuhberg betreibt der SWR den Sender Ulm-Kuhberg, der den Alb-Donau-Kreis und Teile des Landkreises Biberach in Baden-Württemberg sowie die Landkreise Neu-Ulm und Günzburg in Bayern mit Hörfunksignalen versorgt.
Bis 2011 betrieb der SWR einen Mittelwellensender in Ulm-Jungingen.
Mit dem Bereichssender Radio 7 für Südost-Württemberg, dem Lokalsender Donau 3 FM für die Region Donau-Iller und dem nicht kommerziellen Radio freeFM haben drei Radiosender ihren Sitz in Ulm.
In Ermingen befindet sich der Fernmeldeturm Ulm-Ermingen der Deutschen Funkturm zur Verbreitung von Hörfunk- und Fernsehprogrammen.
Der am 22. September 2006 gestartete regionale TV-Sender Regio TV Schwaben sitzt in der Ulmer Münchner Straße und produzierte in der Startphase eine halbstündige Nachrichtensendung, die alle 30 Minuten wiederholt wurde. Die Verbreitung findet über das Kabelnetz in den Regionen Ulm, Neu-Ulm, Ehingen, Biberach, Heidenheim, Aalen, Geislingen, Schwäbisch Gmünd und Ellwangen statt.
Bis in die 1990er Jahre war auch der AFN in Ulm präsent. Er betrieb bis in die 1980er Jahre einen Mittelwellensender und war bis zu Beginn der 1990er Jahre im UKW-Bereich zu hören.

## Internet-Medien
Mit der zunehmenden Bedeutung der Online-Medien haben sich auch eine Reihe von Webseiten etabliert, die für Ulm relevant sind.
Die Ulmer Südwest-Presse betreibt mit dem Portal Südwest-Aktiv das Online-Pendant zur Printausgabe. 
Die Schwäbische Zeitung betreibt mit SZON ebenfalls ein Online-Pendant zu ihrer Printausgabe und bietet hier auch regionale Nachrichten aus Ulm an.
Die Portale der Radiosender Radio 7 und Donau 3 FM bieten tagesaktuelle und regionale Nachrichten.
Das ehrenamtlich betriebene Portal Team-Ulm.de bietet regionale Nachrichten aus dem Szene- und Partybereich sowie Fotos von Partys und Veranstaltungen aus der Region Ulm. Darüber hinaus hat die Seite ein Forum sowie eigene Profilseiten für jeden Nutzer und ein integriertes Nachrichtensystem und wird von vielen jüngeren Menschen der Ulmer Region als zentraler virtueller Treffpunkt genutzt (350.000 registrierte Nutzer im April 2008).